# Jean Bilhères de Lagraulas
Pour l’article homonyme, voir Lagraulas.
Jean Bilhères de Lagraulas  (né  en Gascogne en 1434/1439 et mort à Rome le 6 août 1499) est un cardinal français du XVe siècle. Il est membre de l'ordre des bénédictins.

## Biographie
Jean Bilhères de Lagraulas est abbé de Saint-Michel de Pessan, dans le diocèse d'Auch en 1473. Après la mort du comte Jean V d'Armagnac, le roi Louis XI de France, l'envoie en Armagnac à convaincre la population des vallées d'Aure, Magnoac, Neste et Barousse de rester en France et de ne pas adhérer au roi d'Aragon. Bilhères réussit dans sa mission.
Il est élu évêque de Lombez en 1473 et élu abbé de Saint-Denis en 1474. Bilhères est notamment ambassadeur du roi Louis XI auprès de Ferdinand V d'Aragon et Isabelle de Castille, ambassadeur du roi Charles VIII en Allemagne et ambassadeur de la France à Rome. En 1491, il est nommé évêque-coadjuteur de Saintes, mais résigne l'année suivante. Il est encore abbé commendataire du monastère augustin de Saint-Martin de Nevers, du monastère de Luxeuil dans l'archidiocèse de Besançon, du monastère bénédictin de Tournus, dans le diocèse de Châlons-sur-Marne et de Mas-Garnier, dans l'archidiocèse de Toulouse.
Le pape Alexandre VI le crée cardinal lors du consistoire du 20 septembre 1493. Le cardinal Bilhères est nommé évêque commendataire de Condom en 1496 et évêque commendataire de Viviers en 1498. La même année, il commande à Michel-Ange la sculpture de la Pietà pour la chapelle de S. Petronilla, des rois de France située à côté de la basilique Saint-Pierre.